# FK Dimitrovgrad
El FK Dimitrovgrad és un club de futbol búlgar de la ciutat de Dimitrovgrad.

## Història
El club es va fundar l'any 1967 a partir de la fusió de dos clubs rivals locals, el FC Himik i el FC Minyor. L'any 1986 ascendí per primer cop a la primera divisió búlgara. La temporada 2000-01 guanyà la Copa de la Lliga de Futbol Amateur, amb el nom de FC Siera.

## Palmarès
- Copa de la Lliga de Futbol Amateur: 
  - 2000-01